# Droga wojewódzka 868
Die Droga wojewódzka 868 (DW 868) ist eine fünf Kilometer lange Droga wojewódzka (Woiwodschaftsstraße) in der polnischen Woiwodschaft Masowien, die Słomczyn mit Gassy verbindet. Die Strecke liegt im Powiat Piaseczyński.

## Streckenverlauf
Woiwodschaft Masowien, Powiat Piaseczyński
-  Słomczyn (DW 724, DW 734)
- Cieciszew
- Piaski
-  Gassy (DW 712)